# Paectes praepilata
Paectes praepilata är en fjärilsart som beskrevs av Augustus Radcliffe Grote 1875. Paectes praepilata ingår i släktet Paectes och familjen nattflyn. Inga underarter finns listade i Catalogue of Life.